# Orle (powiat łobeski)
Orle (niem. Haseleu) – wieś w Polsce, położona w województwie zachodniopomorskim, w powiecie łobeskim, w gminie Radowo Małe.
Do 29 września 1954 r. gromada Orle wchodziła w skład gminy Rogowo. W latach 1975–1998 miejscowość należała administracyjnie do województwa szczecińskiego.

## Nazwa
9 grudnia 1947 r. nadano miejscowości polską nazwę Orle.

## Historia
W miejscowości znajdowały się m.in.: dworek i zabudowania gospodarcze, kościół z organami, budynek przedwojennej szkoły podstawowej, punkt pocztowy, gospoda, przykościelny cmentarz oraz cmentarz za Orlem w stronę Borkowa Wielkiego. Obiekty te zostały rozebrane w połowie XX w. lub zdewastowane.
Miłośnicy pamiątek związanych z wojskiem znajdą na północ od Orla przy drodze do Pogorzelicy widoczne nawet z satelity, betonowe i inne pozostałości po niemieckiej stacji radarowej Luftwaffe – Radar Würzburg (FuMG-65 Würzburg-Riese (Regenpfeifer)) (prawdopodobnie znajdowały się tu też podziemne zakłady lotnicze), gdzie betonowe podstawy tych radarów mają charakterystyczny sześciokątny kształt. W czasie wojny na terenie Polski znajdowało się ponad 100 takich radarów. Po wojnie znajdowało się tutaj wojskowe lotnisko zapasowe. Na południe od Orla w spalonej wsi — Wiórkowie (niem. Kiefholz) — po wojnie znajdował się poligon wojskowy, po którym pozostały okopy i inne umocnienia.

## Zabytki
W miejscowości znajduje się wpisany do rejestru zabytków park dworski (Kl.I.5340/29/78), pozostałość po dworze, o powierzchni 4,32 hm² (ha), w którym rośnie wiele starych drzew jak np. lipy, jesiony, klony, wiązy, kasztanowce, tworzące aleję, oraz drzewa obcego pochodzenia jak np. jodła kaukaska i świerki kłujące. Park powstał w XVIII w. i nosi cechy symetrycznego założenia barokowego z kwaterami wydzielonymi cisowymi żywopłotami (przed zachodnią elewacją dworku) i szpalerem grabowym. Granice i kompozycja parku pozostały czytelne, a zadrzewienie z drzewami o cechach pomnikowych zostało w znacznym stopniu zachowane, gdzie wycięto np. wiekowe lipy przed fasadą nieistniejącego już dworku.

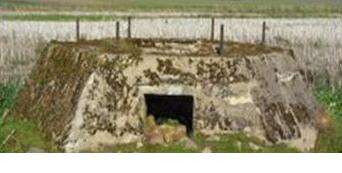
Betonowa podstawa radaru (sześciokąt)
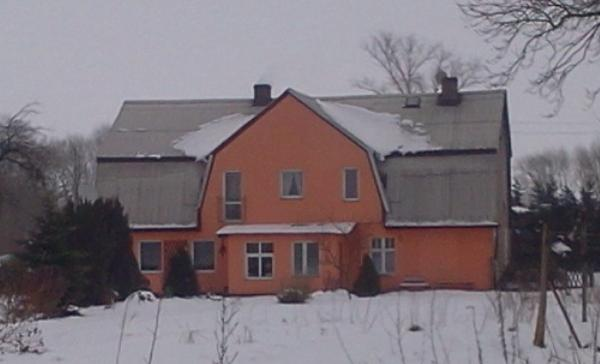
Powojenna szkoła w Orlu

## Osoby urodzone w Orlu
- Tamm von Flemming - był pruskim generałem majorem, dowódcą 8 Brygady Kawalerii i honorowym kawalerem Orderu św. Jana.